# Lori Rom
Lori Rom (Red Bank, 16 de agosto de 1975) es una actriz estadounidense. Fue originalmente seleccionada para interpretar el papel de Phoebe Halliwell en la serie de televisión Charmed. 
Sin embargo, Rom dejó la serie después de filmar el piloto y Alyssa Milano se hizo cargo del papel de Phoebe. Asistió a la Universidad Carnegie Mellon en el conservatorio de teatro, donde trabajó en la escuela. 
Su esposo es Ronnie Steadman. 
También ha sido invitada estrella en Party of Five, CSI: Nueva York, Dr. House, Jack y Jill, y otras series de televisión. 
Recientemente ha realizado una labor de captura de movimiento para Claire Redfield en Resident Evil: Degeneration.

## Filmografía

### Trayectoria en televisión
| Año         | Serie                     | Personaje             | Notas                          |
| ----------- | ------------------------- | --------------------- | ------------------------------ |
| 1998        | Embrujadas                | Phoebe Halliwell      | 1 episodio (Piloto no emitido) |
| 1998        | Dawson crece              | Hannah von Wenning    | 1 episodio                     |
| 1999        | Providence                | Danielle              | 4 episodios                    |
| 1999        | Chicken Soup for the Soul | Allison               | 1 episodio                     |
| 1999 - 2000 | Jack & Jill               | Allison Hanau         | 4 episodios                    |
| 2000        | Cinco en familia          | Laura                 | 3 episodios                    |
| 2001        | The Cronicle              | Shawna Fuchs          | 2 episodios                    |
| 2001        | Doctoras de Philadelphia  | Morgan Fielding       | 2 episodios                    |
| 2002        | The Grubbs                | Ms. Heather Krenetsky | 1 episodio                     |
| 2003        | CSI: Las Vegas            | The Hostess           | 1 episodio                     |
| 2004        | Huff                      | Paige                 | 1 episodio                     |
| 2004        | House                     | Sister Mary Pius      | 1 episodio                     |
| 2006        | Caso abierto              | Faith                 | 1 episodio                     |
| 2006        | CSI: Nueva York           | Sharon Cates          | 1 episodio                     |
| 2007        | State of Mind             | Mary                  | 1 episodio                     |
| 2007        | Life                      | Marissa Gale          | 1 episodio                     |
| 2018        | NCIS: Los Ángeles         | Tracey Delgado        | 1 episodio                     |